# Massa esatta
In chimica la massa esatta (o massa esatta calcolata) di una molecola si riferisce alla somma delle masse degli atomi che la compongono considerando per ogni atomo la massa non approssimata dell'isotopo più presente in natura. Si misura in u.m.a. o Dalton. È diversa dalla massa nominale che viene determinata considerando, anche per essa, gli isotopi più presenti in natura ma il valore delle masse viene approssimato.